# Capella Sansevero
La Capella Sansevero (anomenada igualment església de Santa Maria della Pietà o Pietatella) és un dels museus més importants de la ciutat de Nàpols a Itàlia.
Situada prop de la Piazza San Domenico Maggiore, aquesta església dessacralitzada és adjacent al palau familiar dels prínceps de Sansevero, separada d'aquest per un carreró que antigament era coronat per un pont penjant que permetia als membres de la família accedir de manera privada al lloc de culte.

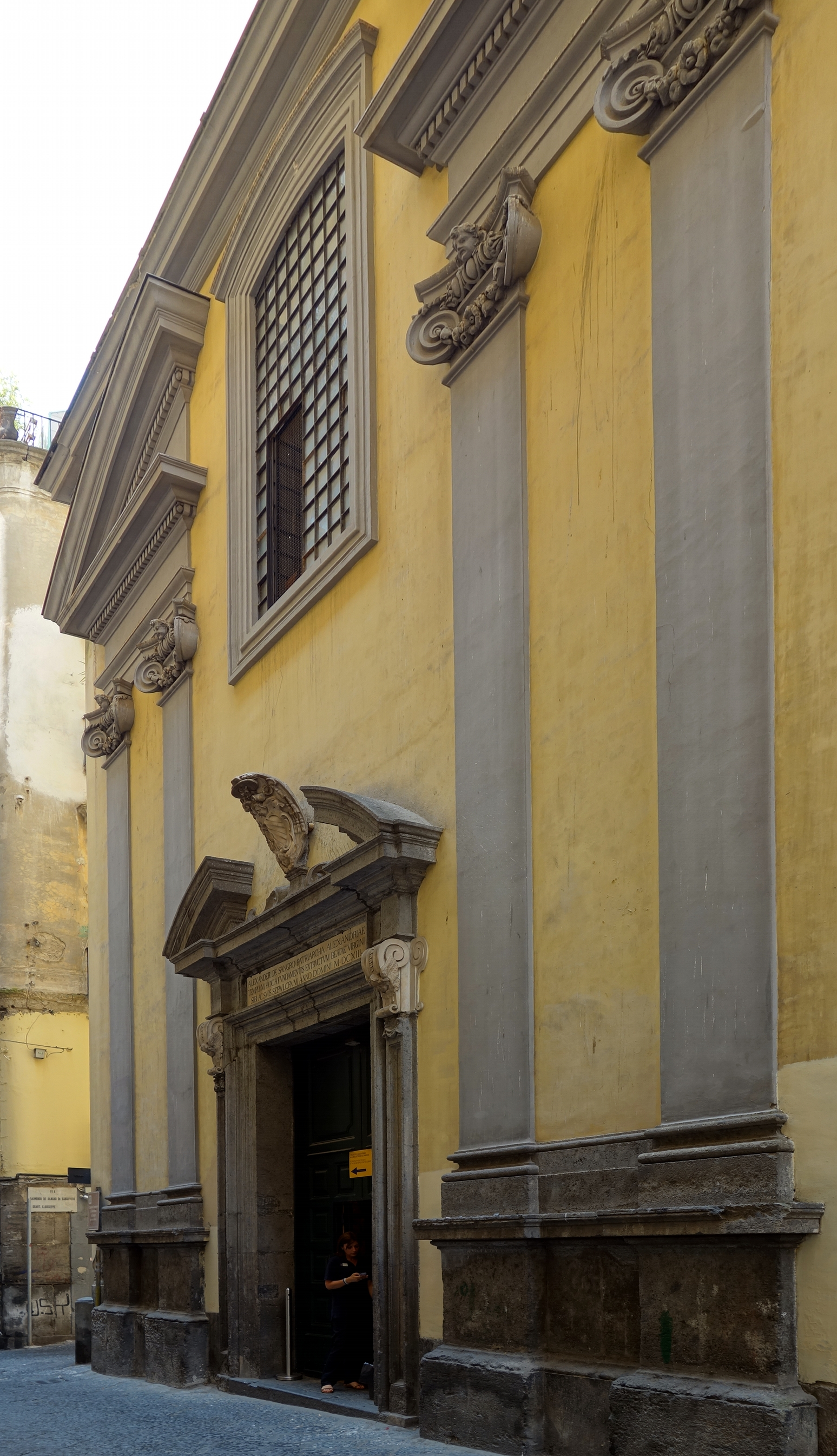
Façana de l'entrada de la Capella Sansevero

La capella acull obres mestres com el Crist Velat de Giuseppe Sanmartino, conegut arreu del món pel seu vel de marbre que descansa sobre el Crist mort. L'acabat del vel és sensacional i ha sigut estudiat de manera posterior per tal de tractar revelar com es va assolir tal nivell de perfecció. Altres escultures barroques de torbadora bellesa son La Pudicizia (la Modèstia en vel) d'Antonio Corradini, Disinganno (Desengany) de Francesco Queirolo o el sepulcre de Cecco di Sangro, on la figura d'un soldat surt des de la tomba aixecant una espasa. També acull altres obres sorprenents, com les màquines anatòmiques, dos cossos escorxats on és pot observar, amb gran detall, tot el sistema circulatori.
A més d'estar concebut com un lloc de culte, el mausoleu és sobretot un temple maçònic ple de símbols, que reflecteix el carisma i geni de Raimondo di Sangro, setè príncep de Sansevero, propietari i alhora creador del conjunt barroc de la capella.

## Història

### Orígens

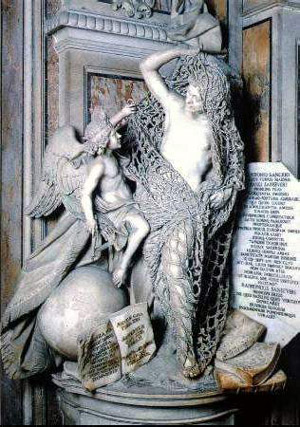
Disinganno

La tradició ens diu que l'església es va construire sobre un antic temple dedicat a la deessa Isis. Una llegenda explica que de camí a la presó, un home injustament detingut va passar davant del palau Sansevero, es va encomanar a la verge i una part del mur va ensorrar-se, descobrint la pintura d'una Pietà, la mateixa que trobem a la part superior de l'altar principal i que dona nom a l'església. Un cop es va reconèixer la seva innocència i fou alliberat, l'home va restaurar la Pietat i va fer que una llàntia il·luminés la imatge.

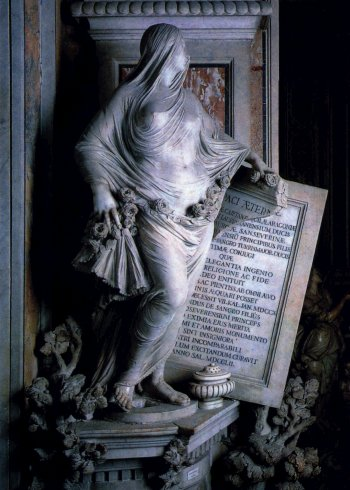
Pudicizia

Estudis recents la capella seria un temple expiatori d'un crim produït la nit del 16 d'octubre de 1590. El compositor Carlo Gesualdo hi va apunyalar la seva dona Maria D'Avalos, així com el seu amant, Fabrizio Carafa, fill d'Adriana Carafa, esposa de Giovan Francesco di Sangro i primera princesa de Sansevero. Arran de l'homicidi, Adriana feu edificar la capella dedicada a la Verge com a temple expiatori per a la salvació eterna del seu fill, segons la inscripció «Mater Pietatis» que es pot llegir a la volta de la Pietatella.

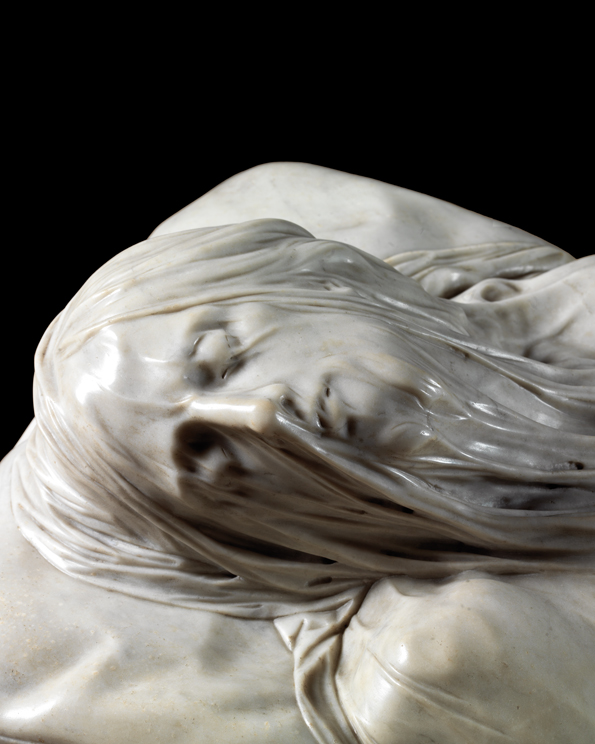
Rostre del Cristo velato

Segons la documentació guardada al Banco di Napoli, les obres de construcció van començar el 1593. Vint anys després, Alessandro di Sansevero, fill de Giovan Francesco, patriarca d'Alexandria i arquebisbe de Benevento, la va engrandir per fer-ne un mausoleu familiar, i així consta a la làpida de marbre del 1613 damunt la porta principal de l'edifici.

### Raimondo di Sangro

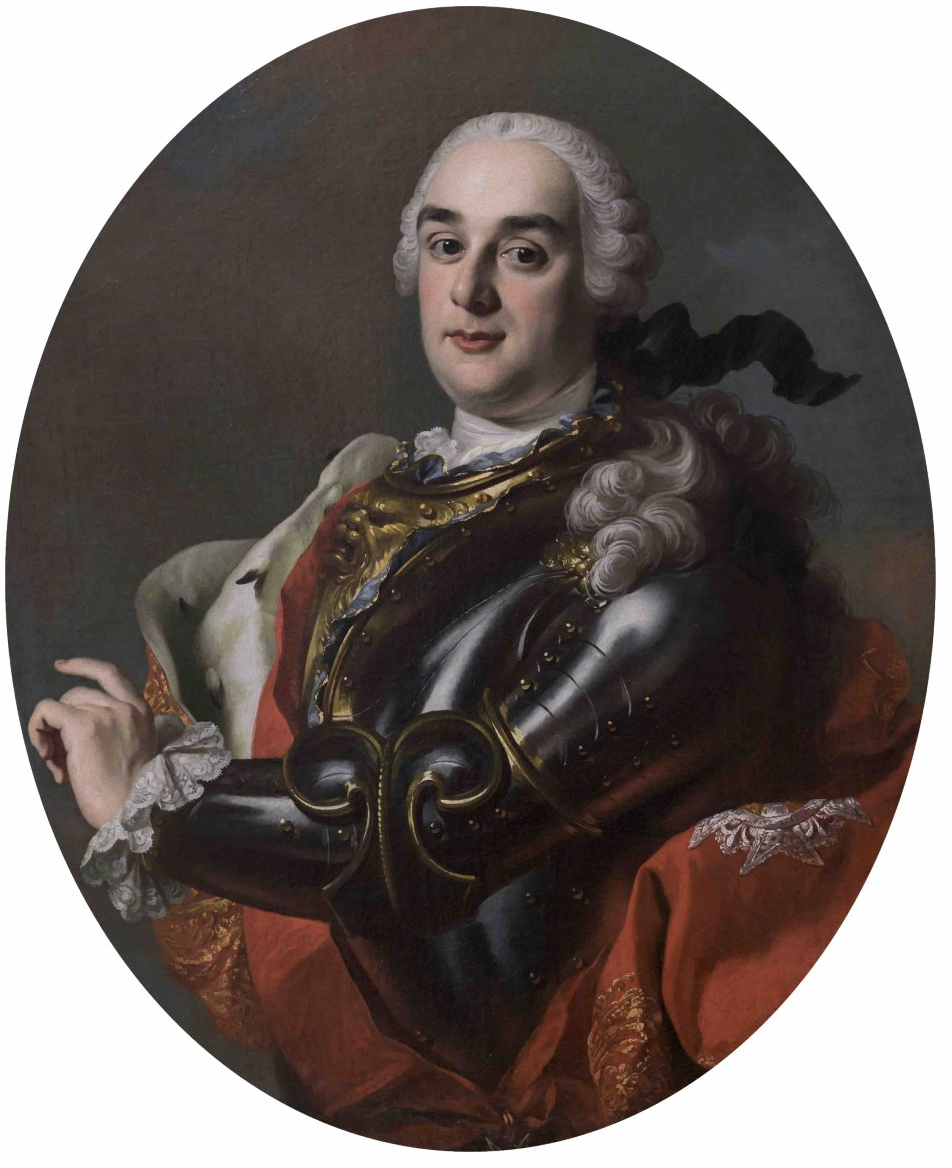
Raimondo di Sangro pintat per Francesco de Mura

Venerable mestre de la lògia maçònica napolitana, el príncep de Sansevero, Raimondo di Sangro (1710-1771) va ser un ardent científic, un practicant de l'alquímia, un místic, inventor i poliglota, ja que parlava entre d'altres àrab i hebreu. Entre altres enginys va inventar un canó de material lleuger, un teatre pirotècnic, un teixit impermeable i una carrossa amfíbia. Va idear una màquina hidràulica capaç de fer pujar aigua a qualsevol nivell, un giny que va anomenar «làmpada eterna» i una màquina impressora en color. Si això fos poc, va compilar un diccionari de totes les arts, i gràcies als seus coneixements, se li va permetre accedir als llibres prohibits per l'església, gràcies al papa Benet XIV. Junt amb el doctor Giusseppe Salerno, es va distingir pels seus experiments amb el cos humà ideant les Macchine Anatomiche, perfeccionistes i pertorbadores reconstruccions del sistema venós i arteriós.

### Maquines anatòmiques

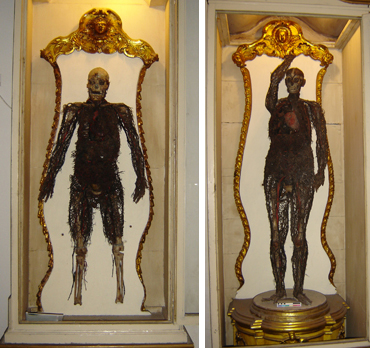
Macchine Anatomiche

Dos cadàvers d'home i dona darrera de dues vitrines s'exhibeixen a la cripta de la capella. Els «Adam i Eva» anatòmics van ser creats per l'anatomista Giuseppe Salerno i destinats a il·lustrar les vísceres i els sistemes arterials dels éssers humans. Així mateix, també van promoure la llegenda negra al voltant del príncep, i molts creien que aquest va segrestar a dos criats seus per injectar-los un component alquímic que els solidificaria la sang i les venes.
Construïts sobre esquelets humans reals, aquests cossos sense carn representen les venes, les artèries i la musculatura amb un detall sorprenent. Fa temps que es va pensar que es feien mitjançant una primerenca forma de "plastinació", posteriorment es va descobrir que estaven fets, amb l'excepció dels esquelets humans, de cera d'abelles, filferro de ferro i seda.

## Localització de les obres
1. Cristo velato, Giuseppe Sanmartino
2. Monument a Giovan Francesco Paolo de Sangro, Antonio Corradini
3. Decoro, Antonio Corradini
4. Monument a Paolo de Sangro, Bernardino Landini - Giulio Mencaglia;
5. Liberalità, Francesco Queirolo
6. Monument à Giovan Francesco Paolo de Sangro, Giacomo Lazzari
7. Zelo della religione, Fortunato Onelli
8. Retrat de Vicenzo de' Sangro, Carlo Amalfi
9. La soavità del giogo maritale, Paolo Persico
10. Altar a santa Rosalia, Francesco Queirolo
11. La Pudicizia, Antonio Corradini
12. Monument a Alessandro de' Sangro, anònim, segle XVIII
13. Angeli, Paolo Persico, Altar: La Deposizione, Francesco Celebrano i La Pietà (anònim, segle xviii)
14. Il Disinganno, Francesco Queirolo
15. Altar a Sant Oderisio, Francesco Queirolo
16. La Sincerità, Francesco Queirolo
17. Il Dominio di sé stessi, Francesco Celebrano
18. Monument a Paolo de' Sangro, Antonio Corradini
19. L'Educazione, Francesco Queirolo
20. Monument a Paolo de' Sangro, Giorgio Marmorano - Giacomo Lazzari
21. Amor divino, anònim, segle XIX;
22. Monument a Giovan Francesco de' Sangro, Francesco Celebrano
23. Monument à Cecco de' Sangro, Francesco Celebrano
24. La Gloria del paradiso, Francesco Maria Russo
25. Tomba de Raimondo de' Sangro, Francesco Maria Russo
26. Laberinto, Francesco Celebrano
27. Maquines anatòmiques, Giuseppe Salerno i Madonna con Bambino, Giuseppe Pesce
28. Sagristia